# Verfemt
Verfemt (Originaltitel: The Kid from Texas) ist ein US-amerikanischer Western aus dem Jahr 1950 von Kurt Neumann mit Audie Murphy und Gale Storm in den Hauptrollen. Der Film wurde von Universal-International Pictures produziert.

## Handlung
Das Lincoln County in New Mexico 1879. Die Rancher Alexander Kain und sein Partner Roger Jameson sollen wegen Mordes festgenommen werden. Die Verhaftung soll der vom Konkurrenten Major Harper engagierte Revolvermann Minninger durchführen. Kain, auch als Anwalt tätig, verteidigt sich und Jameson mit der Angabe, die Toten seien Viehdiebe gewesen. In Kains Büro wartet der als Billy the Kid bekannte William Bonney. Als Minninger versucht, Billy zu entwaffnen, schießt der sofort und verwundet Minninger und tötet zwei seiner Männer.
Jameson bietet Billy Arbeit auf seiner Ranch an. Billy erzählt Jameson, dass er vor acht Jahren von zu Hause weglief, nachdem er einen Mann, der seine Mutter verleumdete, getötet hat. Jameson verlangt, dass Billy auf der Ranch keine Waffen trägt. Etwas später erscheint Kain mit seiner Frau Irene auf der Ranch. Er informiert Jameson, dass er zu einem Gespräch mit Gouverneur Wallace bestellt wurde. In der Zwischenzeit unterhält sich Irene mit Billy, was Kain stört.
Kain und Harper sind zu Wallace zitiert, der die beiden auffordert, während seiner Anwesenheit ihre Streitigkeiten zu unterbrechen. Wallace will die Gründe für den Krieg der Rancher untersuchen. Zur gleichen Zeit greifen einige betrunkene Männer Harpers die Jameson-Ranch an. Jameson wird getötet, woraufhin Billy seine Waffen anlegt und Rache schwört. Sheriff Copeland macht sich mit einer Gruppe Deputies und Billy an die Verfolgung der Täter. Die drei Männer, unter ihnen Minninger, werden ergriffen. Bei einem Fluchtversuch erschießt Billy die zwei anderen, während Minninger entkommt. Sheriff Rand, ein Mitarbeiter Harpers, beschuldigt Billy des vorsätzlichen Mordes, doch Irene setzt sich für ihn ein. Ihr Vater hebt hervor, dass Billy für die Verfolgung zum Deputy gemacht wurde.
Kain gerät mit Irene wegen Billy in Streit. Nach einer weiteren Schießerei mit Harpers Männern wirft er Billy die Missachtung seiner Anordnungen vor. Der Gouverneur beauftragt Sheriff Pat Garrett, für Recht und Ordnung zu sorgen und den flüchtigen Billy vor Gericht zu bringen. Ein Jahr später trifft Wallace in den Bergen auf Billy. Billy lehnt das Angebot der Straffreiheit ab, da er Jamesons Tod noch nicht gerächt hat.
Ein weiteres Jahr später ist Billy gefangen genommen und des Mordes angeklagt worden. Minninger erklärt ihm, dass er das auf ihn ausgesetzte Kopfgeld kassiert habe, das zum größten Teil von Kain stammt. Billy kann aus dem Gefängnis entkommen und Minninger töten. Mit seinen Freunden Morales und O’Fallon kann er den Verfolgern immer wieder ausweichen. Später überfallen sie Kains Haus, um an Munition zu kommen. Dabei werden sie von den Verfolgern eingeholt, die das Haus umstellen. Garrett bittet Billy, die im Haus befindlichen Frauen freizulassen. Billy stimmt zu, doch Kain verlangt, die Frauen zu begleiten. Verärgert fordert Billy von ihm, Irene von dem Kopfgeld zu erzählen. Die von ihrem Vater enttäuschte Irene verlässt mit den Angestellten das Haus.
Garrett lässt Feuer legen, um Billy und die anderen aus dem Haus zu locken. Billy will indessen Kain töten, der aber von dem schwer verletzten O’Fallon erschossen wird. Billy kann aus dem Haus entkommen. Sechs Wochen später hat Billy 21 Männer getötet. Er wird von Garrett vor Irenes Haus erschossen.

## Produktion

### Hintergrund
Gedreht wurde der Film von Ende Mai bis Ende Juni 1949 im San Bernardino National Forest, im Idyllwild-Pine Cove sowie in den Universal-Studios in Universal City.
In einem Artikel der Los Angeles Times wurde berichtet, dass FBI-Direktor J. Edgar Hoover angeboten hatte, die Einleitung zu sprechen. Das Angebot wurde nicht angenommen, in der Originalfassung sprach Parley Baer die Einleitung.
Im Roman The Last Picture Show von Larry McMurtry war der Film der Letzte, der im Kino gezeigt wurde. In der gleichnamigen Verfilmung von Peter Bogdanovich (1971) wurde er von dem Western Red River von Howard Hawks ersetzt.

### Stab
Bernard Herzbrun und Emrich Nicholson oblag die künstlerische Leitung. Russell A. Gausman und Oliver Emert waren für das Szenenbild zuständig, Rosemary Odell für die Kostüme, Bud Westmore und Jack Kevan für das Maskenbild. Verantwortliche Toningenieure waren Leslie I. Carey und Robert Pritchard. Dewey Starkey arbeitete als Produktionsmanager.

### Besetzung
In kleinen nicht im Abspann erwähnten Nebenrollen traten James Burke und Robert J. Wilke auf.
Zu den Stuntmen gehörte u. a. Johnny Carpenter.

## Synchronisation
Die deutsche Synchronfassung entstand im Auftrag der Ultra-Film.
| Rolle           | Schauspieler       | Deutscher Synchronsprecher |
| --------------- | ------------------ | -------------------------- |
| Billy the Kid   | Audie Murphy       | Hubert Hilten              |
| Alexander Kain  | Albert Dekker      | Wolfgang Eichberger        |
| Roger Jameson   | Shepperd Strudwick | Richard Münch              |
| O’Fallon        | Will Geer          | Heinz Leo Fischer          |
| Minninger       | William Talman     | Peter Pasetti              |
| Morales         | Martin Garralaga   | Anton Reimer               |
| Sheriff Garrett | Frank Wilcox       | Walter Holten              |
| Major Harper    | Dennis Hoey        | Klaus W. Krause            |
| Sheriff Rand    | Ray Teal           | Hans Hinrich               |

## Veröffentlichung
Die Premiere des Films fand am 1. März 1950 statt. In der Bundesrepublik Deutschland kam er am 19. April 1951 in die Kinos, in Österreich am 30. November 1951.

## Kritiken
Das Lexikon des internationalen Films schrieb: „Ein durchschnittlicher Western, der den Revolverhelden mit naivem Gerechtigkeitssinn ausstattet und zum Märtyrer stilisiert.“
Der Kritiker des TV Guide sah einen bedächtigen Film mit prächtigen Landschaftsaufnahmen und mit Murphy in seinem ersten Western. Die Filmemacher meinten es gut, aber der Film schleppe sich dahin.